# Tour de Utah
El Tour de Utah (en anglès Tour of Utah o Larry H. Miller Tour of Utah) és un una competició ciclista per etapes que es disputa durant el mes d'agost a l'estat de Utah, als Estats Units. Actualment forma part de l'UCI Amèrica Tour amb una categoria 2.1.

## Palmarès
| Any  | Vencedor          | Segon              | Tercer             |
| ---- | ----------------- | ------------------ | ------------------ |
| 2004 | John Osguthorp    | Sandy Perrins      | Allan Butler       |
| 2005 | Andrew Bajadali   | Neil Shirley       | Burke Swindlehurst |
| 2006 | Scott Moninger    | Glen Alan Chadwick | Jeffry Louder      |
| 2007 | anul·lada         |                    |                    |
| 2008 | Jeffry Louder     | Blake Caldwell     | Glen Alan Chadwick |
| 2009 | Francisco Mancebo | Darren Lill        | Jeffry Louder      |
| 2010 | Levi Leipheimer   | Francisco Mancebo  | Ian Boswell        |
| 2011 | Levi Leipheimer   | Sergio Luis Henao  | Janez Brajkovič    |
| 2012 | Johann Tschopp    | Matthew Busche     | Leopold König      |
| 2013 | Tom Danielson     | Chris Horner       | Janier Acevedo     |
| 2014 | Tom Danielson     | Chris Horner       | Winner Anacona     |
| 2015 | Joe Dombrowski    | Michael Woods      | Brent Bookwalter   |
| 2016 | Lachlan Morton    | Adrien Costa       | Andrew Talansky    |
| 2017 | Rob Britton       | Gavin Mannion      | Serghei Ţvetcov    |
| 2018 | Sepp Kuss         | Ben Hermans        | Jack Haig          |
| 2019 | Ben Hermans       | James Piccoli      | Joe Dombrowski     |